# Fernand Weerts

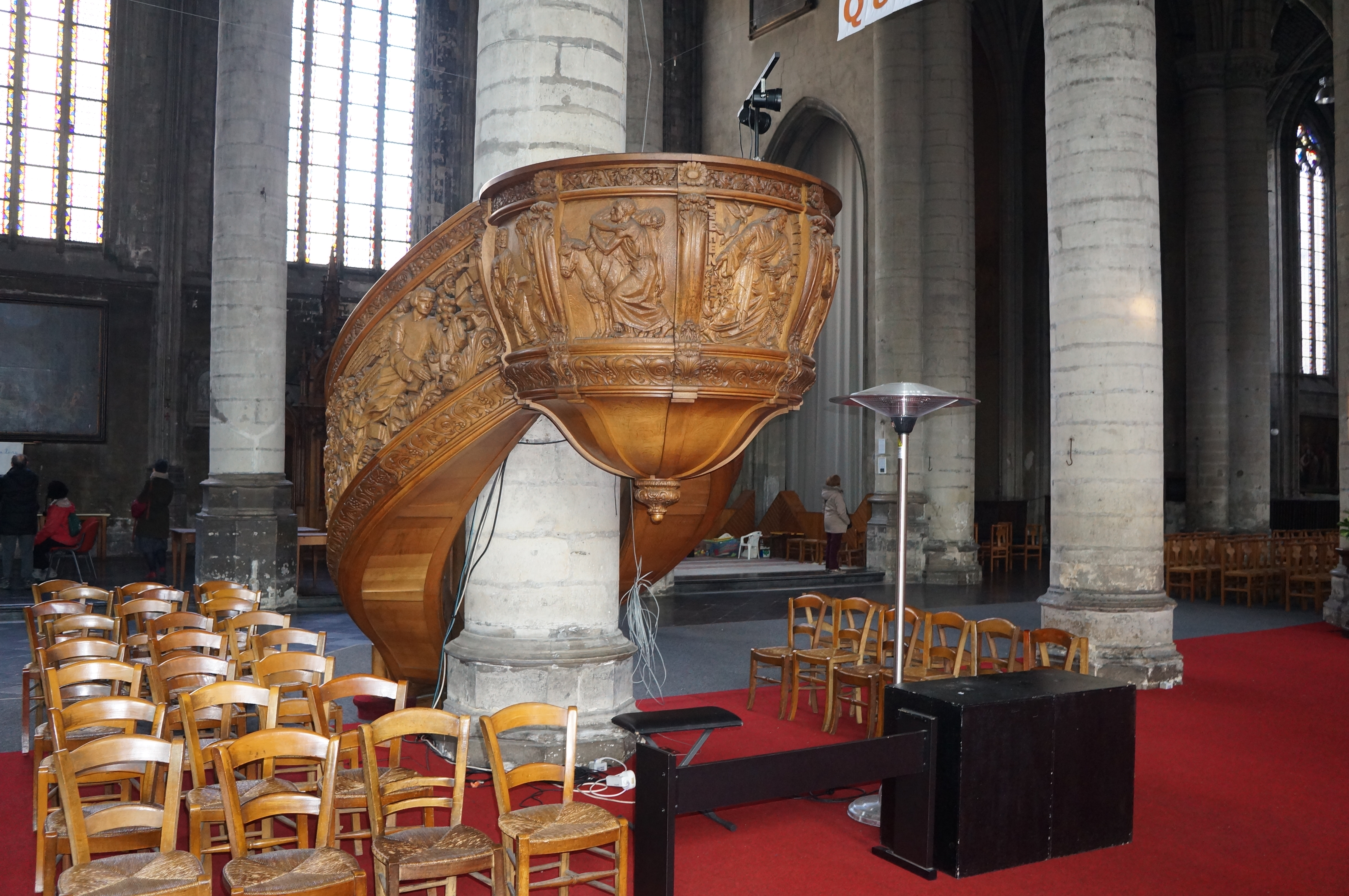
Chaire de l'église Saint-Maurice de Lille, sculptée en bois du Japon par Fernand Weerts et son épouse Madeleine, terminée seule par cette dernière après la mort de son mari, et inaugurée le 28 juin 1951.

Fernand Weerts, né André Weerts à Roubaix le 12 juin 1890 et mort 8 juin 1951 à Mons-en-Barœul, est un sculpteur français. C'est le neveu du peintre roubaisien Jean-Joseph Weerts.

## Biographie
Fernand Werts est formé à l'École nationale des arts industriels de Roubaix de 1911 à 1915 où il est l'élève de M. Ollier, avant d'intégrer les Beaux-Arts de Paris dans la classe de Maurice Legendre. Il se marie avec Jeanne Broquet le 6 juin 1921, Madeleine de son prénom d'artiste, elle aussi sculpteur. Après avoir vécu à Lille, ils s'installent à Mons-en-Barœul en 1933 où ils réalisent de nombreuses œuvres pour les églises du diocèse de Lille. Il a travaillé pour la scierie Alexis Rivart et fils à Locquignol, qui produisait des meubles, et dont il dessinait les éléments décoratifs. Il expose au Salon des artistes français de 1930, une statue en plâtre intitulée Le Père Foucauld (no 3929).

## Œuvres
Bailleul, musée Benoît-De-Pudyt
Béthune, musée d'Ethnologie régionale
Cambrai, musée des Beaux-Arts
- Remords, 1928, plâtre (exposé au Salon de la Société des Artistes Français en 1928)

Cambrai, musée Diocésain d'Art Sacré
Chéreng, église
- Statues de Saint Pierre et de Saint Paul, 1950.

Cysoing, église Saint-Calixte Saint-Evrard
- Châsses de Saint Calixte et Saint Evrard, 1935 (Ateliers Saint-Éloi à Roubaix avec des sculptures de Fernand et Madeleine Weerts)

Dunkerque, église Saint-Éloi
- 14 panneaux sculptés en chêne du Japon pour le Chemin de Croix

Mons-en-Barœul, Collège Lacordaire
- Décor de la chapelle des moines franciscains

Mons-en-Barœul, église Saint-Pierre
- Chemin de Croix

Mons-en-Barœul, Saint-Jean-de-Bosco
- Christ

Mons-en-Barœul, Cimetière
- Pleureuse

Mons-en-Barœul, parvis Jean XXIII
- Buste de Marcel Pinchon, bronze

Nieppe
- Calvaire, pierre de Bourgogne (avec Madeleine Weerts)

Paris, Cimetière du Père-Lachaise
- Médaillon en bronze sur la tombe du peintre Jean-Joseph Weerts.

Roubaix, La Piscine, musée d'Art et d'Industrie André Diligent
Villeneuve d'Ascq, église du Sacré-Cœur
- Christ en berger et Christ aux liens (sculptures sur la façade)